# Remo Brindisi

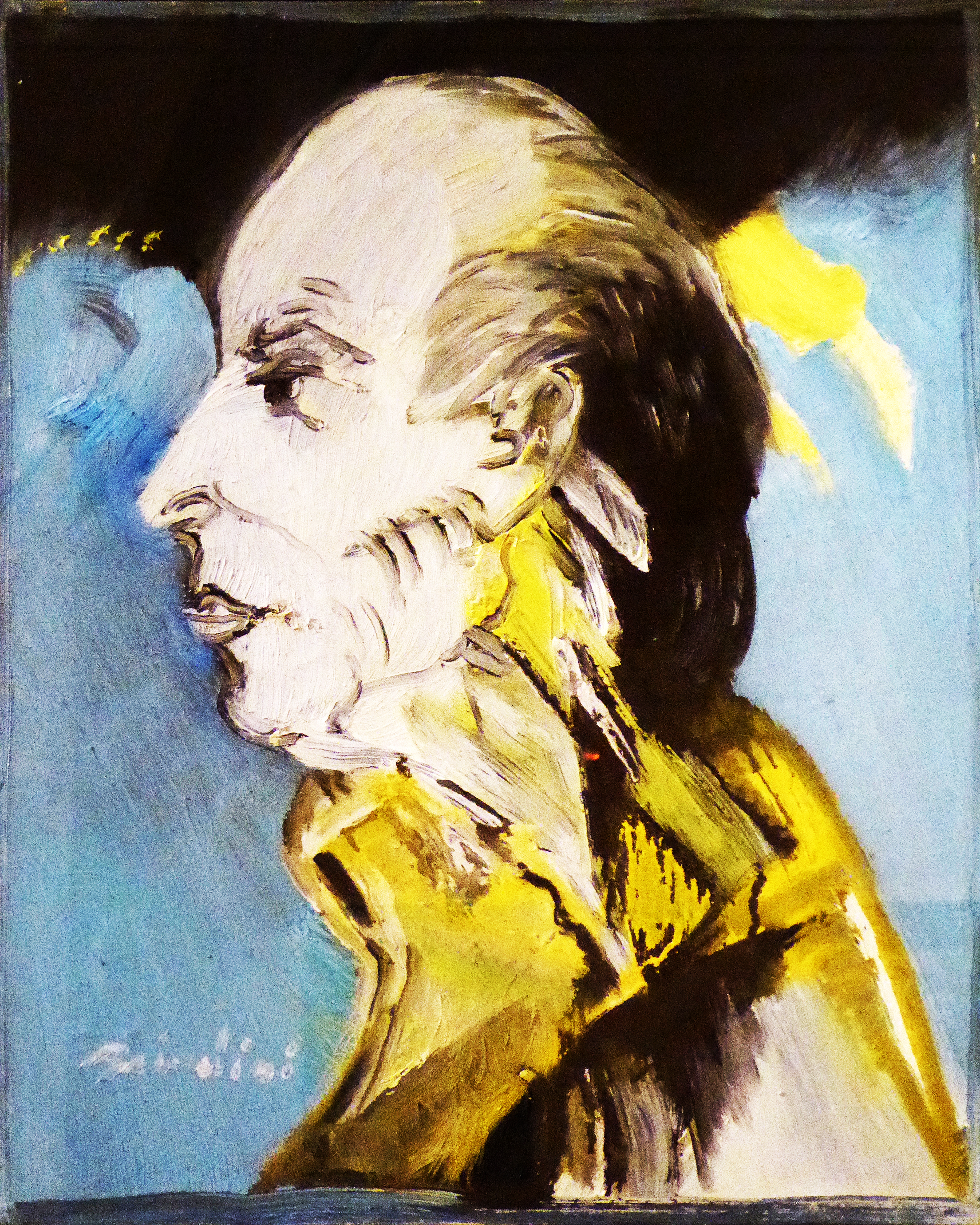
1 di 10 ritratti di ferraresi illustri realizzati alla fine degli anni'70 da Remo Brindisi e donati dall'autore stesso al Comune di Portomaggiore in occasione dell'assegnazione allo stesso del Premio Speciale Federico Bernagozzi.Le opere sono conservate presso il Teatro Sociale della Concordia di Portomaggiore (FE).

Remo Brindisi (Roma, 25 aprile 1918 – Lido di Spina, 25 luglio 1996) è stato un pittore italiano.

## Biografia
Ha studiato a Penne (PE), presso la Scuola d'arte Mario dei Fiori, L'Aquila e Roma, frequentando poi la Scuola d'Arte di Urbino.
Nel corso della vita ha compiuto molti viaggi di studio, visitando, tra le altre, Firenze, Parigi e Venezia, e poi si trasferì a vivere a Milano.
Riconosciuto a livello internazionale sino a divenire uno dei pittori maggiormente citati e noti della pittura italiana dell'ultimo secolo, a lui sono dedicati in Italia istituti scolastici nonché alcune strade.

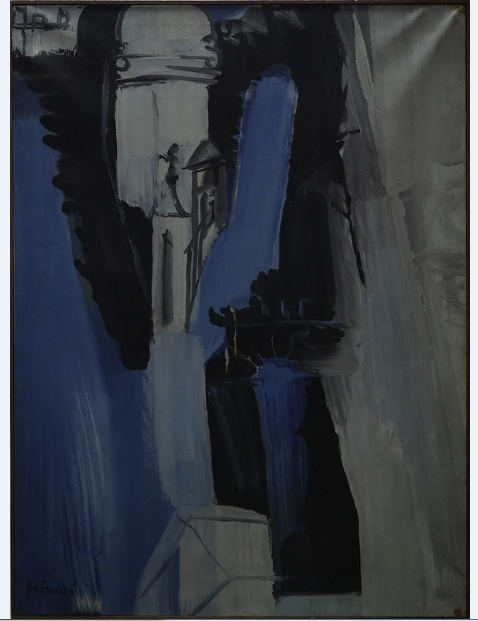
Venezia - Remo Brindisi (1950) (Casa Museo Francesco Cristina)

Al 1940 risale la sua prima mostra personale, svoltasi a Firenze: la presentazione del catalogo della mostra è stata scritta da Eugenio Montale.
In seguito ha tenuto mostre personali a Parigi, Nizza, Milano, Venezia, Roma al Cairo e a San Paolo del Brasile.
Tuttavia è rimasto legato al suo Abruzzo ove nel 1960 fu invitato alla 11ª edizione del Premio Avezzano - Rassegna Nazionale delle Arti Figurative ad Avezzano, insieme a Stefano Cavallo, Gisberto Ceracchini, Vincenzo Ciardo, Eliano Fantuzzi, Carlo Levi, Giovanni Omiccioli, Michele Rosa, Joseph Franz Strachota, Francesco Trombadori, Antonio Vangelli ed altri.
È stato Presidente della Triennale di Milano e gli è stata assegnata la medaglia d'oro della Pubblica Istruzione della Repubblica per meriti culturali. Ha partecipato, soprattutto tra gli anni '40 e '50, a più edizioni della Biennale di Venezia e della Quadriennale di Roma.
Famoso anche per le figure, i volti e i paesaggi: le "Venezie", gli "Oppositori", i "Pastorelli'', le "Maternità" sono i temi maggiormente ricorrenti. 
Ha dipinto opere a oggetto sociale e politico, fra cui spicca il ciclo Storia del Fascismo (1957-62).
Ha creato i simboli portati in processione il Venerdì Santo a L'Aquila.
Nelle Collezioni d'arte della Fondazione Cariplo figurano quattro suoi dipinti: Tre profili, Profili, Venezia e un'altra Venezia. Una vasta collezione di suoi dipinti si trova presso il Museo Nazionale d'Abruzzo a l'Aquila. Un'altra collezione d'arte di Brindisi si trova esposta nel MAMeC - Museo d'arte moderna e contemporanea di Penne. A Lido di Spina il Museo Remo Brindisi ricorda la sua opera e gli scambi che il maestro ha fatto con gli artisti della sua epoca.

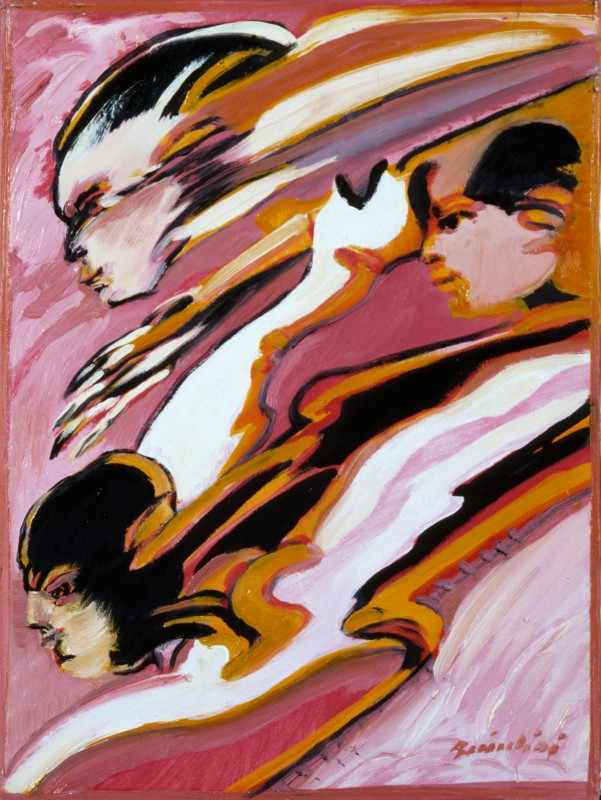
Tre profili
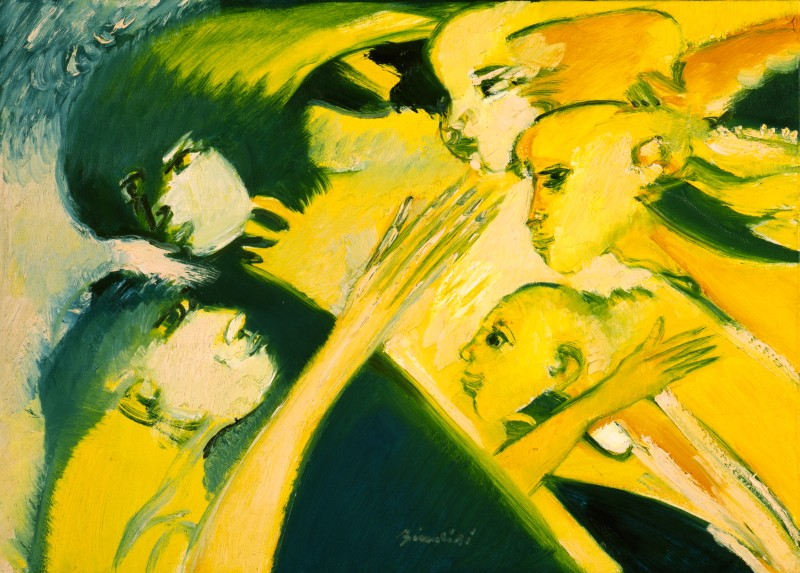
Profili
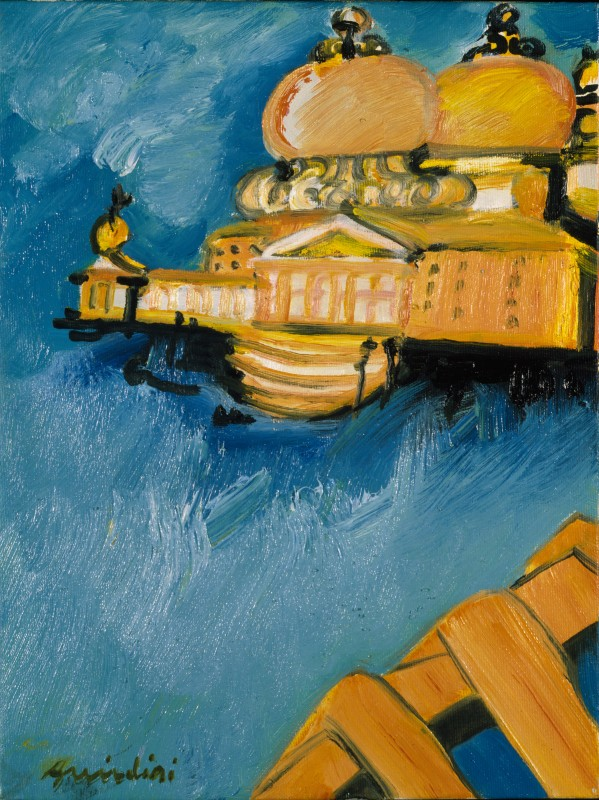
Venezia
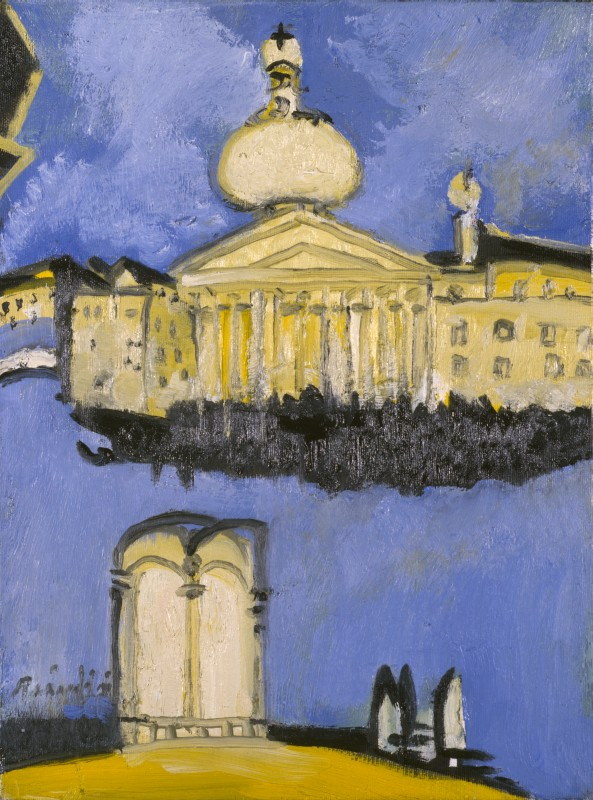
Venezia

## Maestro del Palio di Asti
Il comune di Asti ha commissionato nel 1988 a Remo Brindisi la realizzazione dei due sendalli per la festa del santo Patrono san Secondo.
Uno dei due, come tradizione, è stato offerto il primo martedì di maggio al patrono ed è conservato nella collegiata di San Secondo.
Il secondo è stato consegnato al vincitore della corsa del Palio, la terza domenica di settembre. Quell'edizione fu vinta dal comune di Moncalvo.

## Casa museo Remo Brindisi

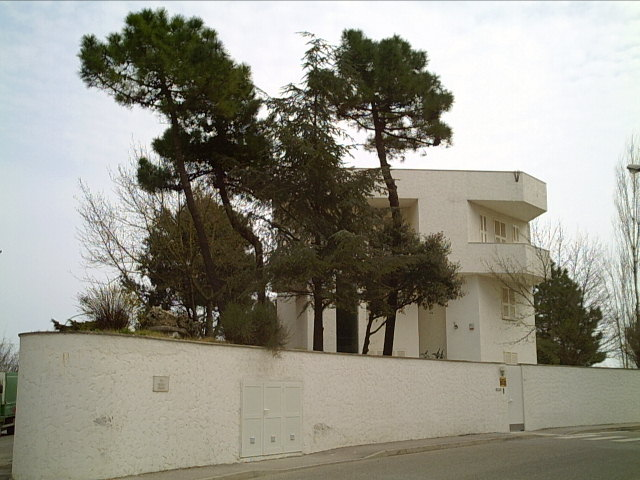
"Museo Alternativo Remo Brindisi"

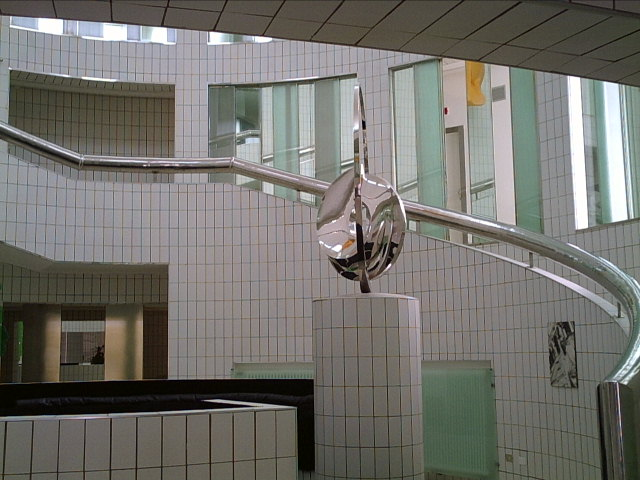

Ha costituito (realizzato tra il 1971 ed il 1973 su progetto di Nanda Vigo) un museo d'arte moderna a Lido di Spina, donandolo all'amministrazione comunale di Comacchio grazie all'interessamento di Giglio Zarattini, pittore e uomo politico della cittadina. Nel museo, la cui struttura interna è a sua volta un'opera architettonica di pregio, sono raccolte molte opere di artisti contemporanei. Nello stesso periodo gli viene assegnato il Premio Speciale Federico Bernagozzi. Per l'occasione realizza 10 ritratti di ferraresi illustri, donati al Comune di Portomaggiore presso cui sono conservati e visibili all'interno del Teatro Sociale della Concordia.

## Premi e onorificenze
- Medaglia d'oro della Pubblica Istruzione della Repubblica per meriti culturali